# Валледорія
Валледорія (італ. Valledoria, сард. Codaruìna) — муніципалітет в Італії, у регіоні Сардинія,  провінція Сассарі.
Валледорія розташована на відстані близько 330 км на захід від Рима, 195 км на північ від Кальярі, 32 км на північний схід від Сассарі.
Населення — 4196 осіб (2014).

## Демографія
Населення за роками:

Станом на 1 січня 2023 року в муніципалітеті офіційно проживали 284 іноземці з 32 країн, серед них 87 громадян країн Євросоюзу та 14 громадян України.

## Сусідні муніципалітети
- Бадезі
- Кастельсардо
- Санта-Марія-Когінас
- Седіні
- Віддальба